# 2015–2016-os magyar labdarúgókupa
A 2015–16-os magyar kupa első mérkőzésére 2015. augusztus 5-én került sor. A címvédő az Ferencvárosi TC csapata, mely az előző idényben huszonegyedszerre nyerte el a kupát.
A 2014–2015-ös kiírásától kezdve már az első fordulóban érdekeltek az első osztályú klubok is. A 2015-2016. évi UEFA Klubtornákon részt vevő 4 csapat kiemelt, a 3. fordulóban kapcsolódtak be a versenybe (Videoton FC, Ferencvárosi TC, MTK Budapest FC, Debreceni VSC–Teva). A kupagyőztes a 2016–2017-es Európa-liga 1. selejtezőkörében indulhat.

## Lebonyolítás
A 2015–16-os magyar kupa lebonyolítása. Archiválva 2024. április 10-i dátummal a Wayback Machine-ben
Az 1. fordulóban a 2015-2016. évi NB I. és NB II. osztályú bajnokságban szereplő 24 csapat kiemelt, a fordulók sorsolásakor nem kerülhetnek egymással párosításra. A 2. és 3. fordulóba továbbjutott 2015-2016. évi NB I. osztályú bajnokságban szereplő csapat kiemelt, a forduló sorsolásakor nem kerülhetnek egymással párosításra. A fordulók sorsolásakor nincs területi kiemelés.
|                                       | A szakaszban bekapcsolódó csapatok | Az előző forduló továbbjutói     |
| ------------------------------------- | --- | -------------------------------- |
| 1. forduló (112 csapat)               | - 12 csapat a 2015–16. évi NB I-es bajnokságból (az UEFA Klubtornákon szereplő 4 csapat a 3. fordulóban kapcsolódik be) - 16 csapat a 2015–16. évi NB II-es bajnokságból - 42 csapat a 2015–16. évi NB III-as bajnokságból, az NB I-es és NB II-es sportszervezetek tartalékcsapatainak kivételével - 42 csapat a területi selejtezőkből (a megyei és budapesti igazgatóságok által lebonyolított selejtezők) |                                  |
| 2. forduló (56 csapat)                | | - 56 továbbjutó az 1. fordulóból |
| 3. forduló (32 csapat)                | - 2015-2016. évi UEFA Klubtornákon részt vevő 4 csapat | - 28 továbbjutó a 2. fordulóból  |
| 4. forduló – Nyolcaddöntő (16 csapat) | | - 16 továbbjutó a 3. fordulóból  |
| 5. forduló – Negyeddöntő (8 csapat)   | - 8 továbbjutó a 4. fordulóból |                                  |
| 6. forduló – Elődöntő (4 csapat)      | - 4 továbbjutó az 5. fordulóból |                                  |
| 7. forduló – Döntő (2 csapat)         | - 2 továbbjutó a 6. fordulóból |                                  |

## Fordulók és időpontok
| Forduló                    | Hivatalos játéknapok | Csapatok | Mérkőzések |
| -------------------------- | -------------------- | -------- | ---------- |
| 1. forduló                 | 2015. augusztus 12.  | 112      | 56         |
| 2. forduló                 | 2015. szeptember 23. | 56       | 28         |
| 3. forduló                 | 2015. október 14.    | 32       | 16         |
| Nyolcaddöntők (4. forduló) | 2015. október 28.    | 16       | 16 (8x2)   |
| Nyolcaddöntők (4. forduló) | 2015. november 18.   | 16       | 16 (8x2)   |
| Negyeddöntő (5. forduló)   | 2016. február 10.    | 8        | 8 (4 × 2)  |
| Negyeddöntő (5. forduló)   | 2016. március 2.     | 8        | 8 (4 × 2)  |
| Elődöntők (6. forduló)     | 2016. március 16.    | 4        | 4 (2 × 2)  |
| Elődöntők (6. forduló)     | 2016. április 13.    | 4        | 4 (2 × 2)  |
| Döntő (7. forduló)         | 2016. május 7.       | 2        | 1          |

## Eredmények

### 1. forduló
Résztvevők (összesen 112 csapat). A Magyar Kupa főtábláján 116 csapat indulhatott volna el, de öt klub nem nevezett, így a 111 együttes közül öten (Inter CGF, Somos SE, Andráshida, Géderlaki KSE, Balatonfüred) erőnyerőként, mérkőzés nélkül jutnak a második fordulóba. A 2015-2016. évi UEFA Klubtornákon részt vevő 4 csapat kiemelt, a 3. fordulóban kapcsolódnak be a versenybe. Az 1. fordulóban a 2015-2016. évi NB I és NB II osztályú bajnokságban szereplő 24 csapat kiemelt, a forduló sorsolásakor nem kerülhetnek egymással párosításra. A forduló sorsolásakor nincs területi kiemelés. Ha a két csapat között bajnoki osztálykülönbség van, akkor az alacsonyabb osztályú csapat a pályaválasztó. Amennyiben azonos szintű osztályban játszanak, akkor a sorsoláson elsőnek kihúzott csapat a pályaválasztó. A felsőházban szereplő 112 együttes 56 párt alkot, a párharcok egy mérkőzésen dőlnek el. Ha a rendes játékidőben döntetlen az eredmény, akkor 2 × 15 perces hosszabbítás következik. Ha a hosszabbítás után is döntetlen az eredmény, akkor a továbbjutás a büntető pontról végzett rúgásokkal dől el a Labdarúgás Játékszabályainak rendelkezései szerint.
Az első forduló sorsolását az MLSZ székházában 2015. július 22-én készítették el. A táblázatban az 1. csapat volt a pályaválasztó.
| 1. csapat                               | Eredmény     | 2. csapat                            |
| --------------------------------------- | ------------ | ------------------------------------ |
| 2015. augusztus 5.                      |              |                                      |
| Rákóczi SE Nagyecsed (megye I.)         | 4 – 3        | Rákospalotai EAC (NB III)            |
| Babócsa SE (megye I.)                   | 0 – 2        | Mátészalkai MTK (megye I.)           |
| Tiszakanyár SE (megye II.)              | 1 – 1 t. 5–4 | Nyírbátori FC (NB III)               |
| 2015. augusztus 9.                      |              |                                      |
| Vép VSE (megye I.)                      | 2 – 0        | Szőlőskert Nagyréde SC (megye I.)    |
| 2015. augusztus 11.                     |              |                                      |
| Schieber Pincészet Bajai LSE (megye I.) | 0 – 5        | Zalaegerszegi TE FC (NB II)          |
| 2015. augusztus 12.                     |              |                                      |
| Csepel FC (NB III)                      | 0 – 1        | Békéscsaba 1912 Előre                |
| Csornai SE (NB III)                     | 0 – 2        | Diósgyőri VTK                        |
| ETO Futsal (NB III)                     | 0 – 2        | Budapest Honvéd FC                   |
| Maglód TC (megye I.)                    | 1 – 6        | MVM Paks                             |
| Sárrétudvari KSE (megye I.)             | 0 – 5        | Puskás Akadémia FC                   |
| Loland-Nyúl SC (megye I.)               | 1 – 3        | Swietelsky Haladás                   |
| Vértessomlói KSK (megye I.)             | 1 – 14       | Újpest FC                            |
| Hidasnémeti VSC (megye II.)             | 0 – 12       | Vasas SC                             |
| Bölcskei SE (NB III)                    | 2 – 4        | Balmazújvárosi FC (NB II)            |
| HR-Rent Kozármisleny (NB III)           | 4 – 2 h.u.   | FGSz Siófok (NB II)                  |
| Füzesgyarmati SK (megye I.)             | 1 – 4        | Budaörsi SC (NB II)                  |
| Gyöngyösi AK-Ytong (megye I.)           | 1 – 0 h.u.   | Dunaújváros PASE (NB II)             |
| Jászberényi FC (NB III)                 | 0 – 2        | FC Ajka (NB II)                      |
| Ceredvölgye SE (megye I.)               | 0 – 4        | Aqvital FC Csákvár (NB II)           |
| Tököl VSK (megye I.)                    | 1 – 2        | Gyirmót FC Győr (NB II)              |
| Veresegyház VSK (megye I.)              | 0 – 2        | Mezőkövesd-Zsóry SE (NB II)          |
| FC Tatabánya (NB III)                   | 0 – 2        | Soproni VSE (NB II)                  |
| Sárisápi Bányász SE (megye I.)          | 0 – 7        | Soroksár SC (NB II)                  |
| Monori SE (NB III)                      | 1 – 3        | Szeged 2011–Grosics Akadémia (NB II) |
| Hévíz SK (megye I.)                     | 0 – 1        | Szolnoki MÁV FC (NB II)              |
| Komlói Bányász SK (NB III)              | 3 – 2        | Szigetszentmiklósi TK–Erima (NB II)  |
| FC Dabas (NB III)                       | 0 – 3        | Vác FC (NB II)                       |
| Nagykáta SE (megye I.)                  | 0 – 12       | Kisvárda Master Good (NB II)         |
| Viadukt SE-Biatorbágy (megye I.)        | 2 – 2 t. 4–5 | III. Kerületi TVE (NB III)           |
| BKV Előre SC (NB III)                   | 3 – 1        | Kazincbarcikai SC (NB III)           |
| Nagyatádi FC (megye I.)                 | 0 – 8        | Ceglédi VSE (NB III)                 |
| Cigánd SE (NB III)                      | 3 – 1        | Szentlőrinc SE (NB III)              |
| Érdi VSE (NB III)                       | 0 – 2        | Tállya KSE (NB III)                  |
| Bonyhád VLC (megye I.)                  | 3 – 2 h.u.   | FC Hatvan (NB III)                   |
| Termálfürdő Tiszaújváros (NB III)       | 4 – 1        | Erzsébeti Spartacus MTK LE (NB III)  |
| Felsőtárkány SC (NB III)                | 2 – 3 h.u.   | Dorogi FC (NB III)                   |
| Hódmezővásárhelyi FC (NB III)           | 1 – 2        | Várfürdő–Gyulai Termál FC (NB III)   |
| Lenti TE Sport 36 (megye I.)            | 0 – 2        | Pénzügyőr SE (NB III)                |
| Siklós FC (megye I.)                    | 4 – 3        | Sárvári FC (NB III)                  |
| DAC Foci24.com (megye I.)               | 0 – 5        | Szekszárdi UFC (NB III)              |
| Hajdúböszörményi TE (megye I.)          | 1 – 0        | SZEOL SC (NB III)                    |
| Dudar SE (megye II.)                    | 0 – 2        | Budafoki MTE–Újbuda FC (NB III)      |
| Ásotthalmi TE (megye I.)                | 4 – 0        | Szerencs Város SE (megye I.)         |
| Bácsalmási PVSE (megye I.)              | 5 – 1        | Mosonmagyaróvári TE (NB III)         |
| Balatonalmádi SE (megye I.)             | 0 – 5        | Velence SE (megye I.)                |
| Celldömölki VSE (megye I.)              | 2 – 1        | KSE Iváncsa (megye I.)               |
| Hajdúszoboszlói SE (megye I.)           | 1 – 4        | Rákosmente KSK (NB III)              |
| Mezőhegyesi SE (megye I.)               | 3 – 2        | Szajol KLK (megye I.)                |
| Somogyvár KÖSE (megye II.)              | 2 – 6        | Dunaharaszti MTK (NB III)            |
| Salgótarjáni BTC (megye I.)             | 1 – 4        | Diósdi TC–Select (NB III)            |
| 2015. augusztus 13.                     |              |                                      |
| Nyíregyháza Spartacus FC (NB III)       | 2 – 0 h.u.   | Putnok FC (NB III)                   |

### 2. forduló
A forduló hivatalos mérkőzésnapja 2015. szeptember 23. Résztvevők (összesen 56 csapat): az első forduló párosításainak győztesei. Ebben a fordulóban az 1. fordulóból továbbjutott 2015-2016. évi NB I. osztályú bajnokságban szereplő csapatok kiemeltek, a forduló sorsolásakor nem kerülhetnek egymással párosításra. A forduló sorsolásakor nincs területi kiemelés. Ha a két csapat között bajnoki osztálykülönbség van, akkor az alacsonyabb osztályú csapat a pályaválasztó. Amennyiben azonos szintű osztályban játszanak, akkor a sorsoláson elsőnek kihúzott csapat a pályaválasztó. A párharcok egy mérkőzésen dőlnek el. Ha a rendes játékidőben döntetlen az eredmény, akkor 2 × 15 perces hosszabbítás következik. Amennyiben a hosszabbítás után is döntetlen az eredmény, akkor a továbbjutás a büntető pontról végzett rúgásokkal dől el a Labdarúgás Játékszabályainak rendelkezései szerint.
| 1. csapat                           | Eredmény     | 2. csapat                             |
| ----------------------------------- | ------------ | ------------------------------------- |
| 2015. szeptember 22.                |              |                                       |
| HR-Rent Kozármisleny FC (NB III.)   | 2 – 0        | Puskás Akadémia FC (NB I.)            |
| Szolnoki MÁV FC (NB II.)            | 1 – 2        | Vasas SC (NB I.)                      |
| 2015. szeptember 23.                |              |                                       |
| Pénzügyőr SE (NB III.)              | 1 – 3        | Swietelsky Haladás (NB I.)            |
| Balatonfüredi FC (NB III.)          | 0 – 7        | Diósgyőri VTK (NB I.)                 |
| Celldömölki VSE (megye I.)          | 0 – 9        | Újpest FC (NB I.)                     |
| Gyöngyösi AK (megye I.)             | 0 – 2 h.u.   | Paksi FC (NB I.)                      |
| Bonyhád VLC (megye I.)              | 0 – 2        | Budapest Honvéd FC (NB I.)            |
| Dorogi FC (NB III.)                 | 1 – 1 t. 5–4 | Gyirmót FC (NB II.)                   |
| Várfürdő-Gyulai Termál FC (NB III.) | 1 – 2 h.u.   | Szeged 2011–Grosics Akadémia (NB II.) |
| BKV Előre SC (NB III.)              | 0 – 3        | Soproni VSE (NB II.)                  |
| Nyíregyháza Spartacus FC (NB III.)  | 4 – 0        | Vác FC (NB II.)                       |
| III. Kerületi TVE (NB III.)         | 2 – 0        | Budaörsi SC (NB II.)                  |
| Cigánd SE (NB III.)                 | 2 – 4        | Soroksár SC (NB II.)                  |
| Tállya KSE (NB III.)                | 0 – 3        | Aquital FC Csákvár (NB II.)           |
| Ceglédi VSE (NB III.)               | 1 – 3        | Kisvárda FC (NB II.)                  |
| Rákosmente KSK (megye I.)           | 2 – 3        | FC Ajka (NB II.)                      |
| Mátészalkai MTK (megye I.)          | 0 – 5        | Balmazújvárosi FC (NB II.)            |
| Bácsalmási PVSE (megye I.)          | 3 – 5        | Zalaegerszegi TE FC (NB II.)          |
| Termálfürdő Tiszaújváros (NB III.)  | 2 – 1        | Komlói Bányász (NB III.)              |
| Budafoki MTE-Újbuda FC (NB III.)    | 0 – 1        | Somos SE (NB III.)                    |
| Szekszárdi UFC (NB III.)            | 0 – 3        | Dunaharaszti MTK (NB III.)            |
| Andráshida SC (NB III.)             | 4 – 2 h.u.   | Diósdi TC (NB III.)                   |
| Siklós FC (megye I.)                | 1 – 4 h.u.   | Velence SE (megye I.)                 |
| Vép VSE (megye I.)                  | 0 – 2        | Mezőhegyesi SE (megye I.)             |
| Ásotthalmi TE (megye I.)            | 1 – 2        | Rákóczi SE Nagyecsed (megye I.)       |
| Inter CDF (BLSZ I.)                 | 5 – 1        | Hajdúböszörményi TE (megye I.)        |
| Géderlaki KSE (megye III.)          | 2 – 1        | Tiszakanyár SE (megye I.)             |
| Mezőkövesdi SE (NB II.)             | 0 – 2 h.u.   | Békéscsaba 1912 Előre (NB I.)         |

### 3. forduló
A forduló hivatalos mérkőzésnapja 2015. október 14. Résztvevők (összesen 32 csapat): a második forduló mérkőzéseinek továbbjutói és a 2015-2016. évi UEFA Klubtornákon részt vevő 4 csapat. Ebben a fordulóban a 2015-2016. évi NB I. osztályú bajnokságban szereplő csapatok kiemeltek, a forduló sorsolásakor nem kerülhetnek egymással párosításra. A forduló sorsolásakor nincs területi kiemelés. Ha a két csapat között bajnoki osztálykülönbség van, akkor az alacsonyabb osztályú csapat a pályaválasztó. Amennyiben azonos szintű osztályban játszanak, akkor a sorsoláson elsőnek kihúzott csapat a pályaválasztó. A továbbjutás ebben a körben is egy mérkőzésen dől el. Ha a rendes játékidőben döntetlen az eredmény, akkor 2 × 15 perces hosszabbítás következik. Amennyiben a hosszabbítás után is döntetlen az eredmény, akkor a továbbjutás a büntető pontról végzett rúgásokkal dől el a Labdarúgás Játékszabályainak rendelkezései szerint.
| 1. csapat                             | Eredmény     | 2. csapat                     |
| ------------------------------------- | ------------ | ----------------------------- |
| 2015. október 13.                     |              |                               |
| Balmazújvárosi FC (NB II.)            | 2 – 3        | Soproni VSE (NB II.)          |
| Dunaharaszti MTK (NB III.)            | 0 – 1        | Zalaegerszegi TE (NB II.)     |
| 2015. október 14.                     |              |                               |
| Somos SE (NB III.)                    | 1 – 3        | Swietelsky Haladás (NB I.)    |
| Velence SE (megye I.)                 | 1 – 2        | Újpest FC (NB I.)             |
| Géderlaki KSE (megye III.)            | 0 – 3        | Debreceni VSC–Teva (NB I.)    |
| Rákóczi SE Nagyecsed (megye I.)       | 0 – 10       | Ferencvárosi TC (NB I.)       |
| Andráshida SC (NB III.)               | 0 – 2        | Videoton FC (NB I.)           |
| Soroksár SC (NB II.)                  | 3 – 5 h.u.   | Budapest Honvéd FC (NB I.)    |
| Mezőhegyesi SE (megye I.)             | 0 – 6        | MTK Budapest FC (NB I.)       |
| HR-Rent Kozármisleny FC (NB III.)     | 1 – 0        | Diósgyőri VTK (NB I.)         |
| Kisvárda Master Good (NB II.)         | 1 – 2        | Békéscsaba 1912 Előre (NB I.) |
| Termálfürdő Tiszaújváros (NB III.)    | 4 – 3        | Paksi FC (NB I.)              |
| Internationale CDF SE (BLSZ I.)       | 2 – 1        | III. Kerületi TVE (NB III.)   |
| Dorogi FC (NB III.)                   | 1 – 3        | Aqvital FC Csákvár (NB II.)   |
| 2015. október 15.                     |              |                               |
| Szeged 2011–Grosics Akadémia (NB II.) | 1 – 0        | FC Ajka (NB II.)              |
| 2015. október 21.                     |              |                               |
| Nyíregyháza Spartacus FC (NB III)     | 1 – 1 t. 5–3 | Vasas SC (NB I.)              |

### Nyolcaddöntők
A nyolcaddöntők sorsolását az MLSZ székházában 2015. október 16-án készítették el.
A párosítások első mérkőzéseit 2015. október 28-án, a visszavágókat november 18-án rendezték. Résztvevők (összesen 16 csapat): a harmadik forduló mérkőzéseinek továbbjutói. A sorsoláson elsőnek kihúzott csapat az első mérkőzésen pályaválasztó, a visszavágón a másodiknak kihúzott csapat a pályaválasztó. A két mérkőzés rendes játékideje után azonos pontszám és ugyanazon mérkőzés-eredmény esetén a második mérkőzést követően 2 × 15 perces hosszabbítás következik. Ha a hosszabbításban mindkét sportszervezet azonos számú gólt ér el [ezt úgy értheti az MLSz, hogy 0-0 gól kivételével], a továbbjutást az idegenben szereplő csapat szerzi meg, mivel az idegenben elért gólok döntetlen eredmény esetén, duplán számítanak [amit rejtély, hogy hogy ért az MLSz]." Amennyiben a hosszabbításban nem esik gól, akkor a továbbjutás a büntetőpontról végzett rúgásokkal dől el a Labdarúgás Játékszabályainak rendelkezései szerint.
| 1. csapat                             | Össz. | 2. csapat                         | 1. mérk. | 2. mérk. |
| ------------------------------------- | ----- | --------------------------------- | -------- | -------- |
| Swietelsky Haladás (NB I.)            | 1 – 2 | Videoton FC (NB I.)               | 0 – 1    | 1 – 1    |
| Szeged 2011–Grosics Akadémia (NB II.) | 0 – 3 | Debreceni VSC–Teva (NB I.)        | 0 – 0    | 0 – 3    |
| Budapest Honvéd FC (NB I.)            | 2 – 4 | HR-Rent Kozármisleny FC (NB III.) | 1 – 2    | 1 – 2    |
| Békéscsaba 1912 Előre (NB I.)         | 1 – 0 | MTK Budapest FC (NB I.)           | 0 – 0    | 1 – 0    |
| Zalaegerszegi TE (NB II.)             | 1 – 6 | Újpest FC (NB I.)                 | 0 – 5    | 1 – 1    |
| Termálfürdő Tiszaújváros (NB III.)    | 4 – 0 | Internationale CDF SE (BLSZ I.)   | 3 – 0    | 1 – 0    |
| Ferencvárosi TC (NB I.)               | 7 – 5 | Aqvital FC Csákvár (NB II.)       | 4 – 1    | 3 – 4    |
| Nyíregyháza Spartacus FC (NB III.)    | 4 – 1 | Soproni VSE (NB II.)              | 4 – 1    | 0 – 0    |

#### 1. mérkőzések
| 2015. október 27. 15:15 (TV: M4 Sport) |

| Békéscsaba 1912 Előre | 0 – 0       | MTK Budapest FC |
| --------------------- | ----------- | --------------- |
|                       | Jegyzőkönyv |                 |

| Kórház utcai stadion, Békéscsaba Nézőszám: 361 Játékvezető: Takács János (magyar) Asszisztensek: Demeter János és Szilágyi Norbert |

| 2015. október 28. 13:30 |

| Szeged 2011–Grosics Akadémia (NB II.) | 0 – 0                 | Debreceni VSC–Teva |
| ------------------------------------- | --------------------- | ------------------ |
|                                       | Jegyzőkönyv Részletek |                    |

| Grosics Akadémia Sporttelep, Gyula Nézőszám: 300 Játékvezető: Gyarmati II. Tibor (magyar) Asszisztensek: Kormányos II. Gábor és Medovarszki János |

| 2015. október 28. 13:30 |

| Zalaegerszegi TE (NB II.) | 0 – 5               | Újpest FC                               |
| ------------------------- | ------------------- | --------------------------------------- |
|                           | (0 – 4) Jegyzőkönyv | 17' Mohl 20' 37' Sallói 45' 50' Perović |

| Hévíz SK Sporttelep, Hévíz Nézőszám: 650 Játékvezető: Szilasi Szabolcs (magyar) Asszisztensek: Takács Gábor és Mohos Milán |

| 2015. október 28. 13:30 |

| Termálfürdő Tiszaújváros (NB III.) | 3 – 0               | Internationale CDF SE (BLSZ I.) |
| ---------------------------------- | ------------------- | ------------------------------- |
| Katona 23' 35' 82'                 | (2 – 0) Jegyzőkönyv |                                 |

| FC Tiszaújváros Sporttelep, Tiszaújváros Nézőszám: 500 Játékvezető: Nazsa Tamás (magyar) Asszisztensek: Kelemen Attila és Szert Balázs |

| 2015. október 28. 17:00 |

| Budapest Honvéd FC | 1 – 2               | HR-Rent Kozármisleny FC (NB III.) |
| ------------------ | ------------------- | --------------------------------- |
| Youla 62'          | (0 – 0) Jegyzőkönyv | 51' Wittrédi 57' Kirchner         |

| Bozsik József Stadion, Budapest Nézőszám: 500 Játékvezető: Nagy Róbert (magyar) Asszisztensek: Márkus Tamás és Punyi Gyula |

| 2015. október 28. 17:00 |

| Nyíregyháza Spartacus FC (NB III)     | 4 – 1               | Soproni VSE (NB II.) |
| ------------------------------------- | ------------------- | -------------------- |
| Pölöskey 17' 30' Rezes 25' Szokol 63' | (3 – 0) Jegyzőkönyv | 80' Károly           |

| Sóstói úti stadion, Nyíregyháza Nézőszám: 2000 Játékvezető: Radványi Ádám (magyar) Asszisztensek: Erős Gábor és Farkas Balázs |

| 2015. október 28. 18:00 (TV: M4 Sport) |

| Swietelsky Haladás | 0 – 1               | Videoton FC |
| ------------------ | ------------------- | ----------- |
|                    | (0 – 0) Jegyzőkönyv | 54' Kovács  |

| Rohonci úti stadion, Szombathely Nézőszám: 1138 Játékvezető: Solymosi Péter (magyar) Asszisztensek: Berettyán Péter és Horváth Róbert |

| 2015. október 28. 18:00 |

| Ferencvárosi TC                            | 4 – 1               | Aqvital FC Csákvár (NB II.) |
| ------------------------------------------ | ------------------- | --------------------------- |
| Leandro 25' Šesták 32' Busai 48' Varga 51' | (2 – 0) Jegyzőkönyv | 90+3' (11-esből) Molnár     |

| Groupama Aréna, Budapest Nézőszám: 1946 Játékvezető: Molnár Attila (magyar) Asszisztensek: Szalai Dániel és Kepe Arnold |

#### Visszavágók
| 2015. november 17. 17:30 |

| MTK Budapest FC | 0 – 1               | Békéscsaba 1912 Előre |
| --------------- | ------------------- | --------------------- |
|                 | (0 – 0) Jegyzőkönyv | 84' Damjanovic        |

| Illovszky Rudolf Stadion, Budapest Nézőszám: 170 Játékvezető: Solymosi Péter (magyar) Asszisztensek: Horváth Róbert és Szalai Dániel |

| 2015. november 18. 12:00 |

| Soproni VSE (NB II.) | 0 – 0       | Nyíregyháza Spartacus FC (NB III) |
| -------------------- | ----------- | --------------------------------- |
|                      | Jegyzőkönyv |                                   |

| Soproni Vasutas SE Sporttelep, Sopron Nézőszám: 400 Játékvezető: Szilasi Szabolcs (magyar) Asszisztensek: Takács Gábor és Mohos Milán |

| 2015. november 18. 12:00 |

| HR-Rent Kozármisleny FC (NB III.) | 2 – 1               | Budapest Honvéd FC |
| --------------------------------- | ------------------- | ------------------ |
| Wittrédi 19' Beke 67'             | (1 – 0) Jegyzőkönyv | 90' Vasiljević     |

| Kozármisleny SE Sporttelep, Kozármisleny Nézőszám: 1000 Játékvezető: Pintér Csaba (magyar) Asszisztensek: Kóbor Péter és Huszár Balázs |

| 2015. november 18. 12:00 |

| Internationale CDF SE (BLSZ I.) | 0 – 1               | Termálfürdő Tiszaújváros (NB III.) |
| ------------------------------- | ------------------- | ---------------------------------- |
|                                 | (0 – 0) Jegyzőkönyv | 36' Angyal                         |

| Siketek SC Sporttelep, Budapest Nézőszám: 150 Játékvezető: Kovács J. Zoltán (magyar) Asszisztensek: Viszokai László és Becséri Gergely |

| 2015. november 18. 13:00 |

| Debreceni VSC–Teva                | 3 – 0                         | Szeged 2011–Grosics Akadémia (NB II.) |
| --------------------------------- | ----------------------------- | ------------------------------------- |
| Farkas 24' Szécsi 43' Horváth 87' | (2 – 0) Jegyzőkönyv Részletek |                                       |

| Nagyerdei stadion, Debrecen Nézőszám: 500 Játékvezető: Karakó Ferenc (magyar) Asszisztensek: Albert István és Szpisják Zsolt |

| 2015. november 18. 17:00 |

| Aqvital FC Csákvár (NB II.)                   | 4 – 3               | Ferencvárosi TC               |
| --------------------------------------------- | ------------------- | ----------------------------- |
| Molnár 38' Nyilasi 55' Domján 57' Dilaver 81' | (1 – 2) Jegyzőkönyv | 8' Böde 41' Pintér 54' Hajnal |

| Csákvári TK Sporttelep, Csákvár Nézőszám: 800 Játékvezető: Berke Balázs (magyar) Asszisztensek: Vígh-Tarsonyi Gergő és Máyer Gábor |

| 2015. november 18. 18:00 |

| Újpest FC             | 1 – 1               | Zalaegerszegi TE (NB II.) |
| --------------------- | ------------------- | ------------------------- |
| Balogh 66' (11-esből) | (0 – 0) Jegyzőkönyv | 80' Szakály               |

| Szusza Ferenc Stadion, Budapest Játékvezető: Radványi Ádám (magyar) Asszisztensek: Márkus Tamás és Punyi Gyula |

| 2015. november 18. 20:15 (TV: M4 Sport) |

| Videoton FC  | 1 – 1               | Swietelsky Haladás |
| ------------ | ------------------- | ------------------ |
| Feczesin 58' | (0 – 0) Jegyzőkönyv | 61' Ugrai          |

| Sóstói Stadion, Székesfehérvár Nézőszám: 1415 Játékvezető: Szabó Zsolt (magyar) Asszisztensek: Erős Gábor és Theodoros Georgiou |

### Negyeddöntők
A negyeddöntők sorsolását az MLSZ székházában 2015. november 27-én készítették el.
A párosítások első mérkőzéseit 2016. február 10-én, a visszavágókat március 2-án rendezik. Résztvevők (összesen 8 csapat): a nyolcaddöntők (negyedik forduló) mérkőzéseinek továbbjutói. A sorsoláson elsőnek kihúzott csapat az első mérkőzésen pályaválasztó, a visszavágón a másodiknak kihúzott csapat a pályaválasztó. A két mérkőzés rendes játékideje után azonos pontszám és ugyanazon mérkőzés-eredmény esetén a második mérkőzést követően 2 × 15 perces hosszabbítás következik. Ha a hosszabbításban mindkét sportszervezet azonos számú gólt ér el [ezt úgy értheti az MLSZ, hogy 0-0 gól kivételével], a továbbjutást az idegenben szereplő csapat szerzi meg, mivel az idegenben elért gólok döntetlen eredmény esetén, duplán számítanak [amit rejtély, hogy hogy ért az MLSz]." Amennyiben a hosszabbításban nem esik gól, akkor a továbbjutás a büntetőpontról végzett rúgásokkal dől el a Labdarúgás Játékszabályainak rendelkezései szerint.
| 1. csapat                          | Össz.         | 2. csapat                          | 1. mérk. | 2. mérk. |
| ---------------------------------- | ------------- | ---------------------------------- | -------- | -------- |
| Nyíregyháza Spartacus FC (NB III.) | 1 – 7         | Debreceni VSC–Teva (NB I.)         | 1 – 2    | 0 – 5    |
| Ferencvárosi TC (NB I.)            | 2 – 2 (i. g.) | Videoton FC (NB I.)                | 0 – 1    | 2 – 1    |
| Békéscsaba 1912 Előre (NB I.)      | 3 – 2         | HR-Rent Kozármisleny FC (NB III.)  | 2 – 1    | 1 – 1    |
| Újpest FC (NB I.)                  | 10 – 1        | Termálfürdő Tiszaújváros (NB III.) | 8 – 1    | 2 – 0    |

#### 1. mérkőzések
| 2016. február 9. 18:00 (TV: M4 Sport) |

| Nyíregyháza Spartacus FC (NB III.)               | 1 – 2                         | Debreceni VSC–Teva                     |
| ------------------------------------------------ | ----------------------------- | -------------------------------------- |
| Rezes 25' Harsányi 54' Törtei 61' Rubus 67′, 81′ | (1 – 1) Jegyzőkönyv Részletek | 38' Brković 90+4' Ferenczi 66' Szakály |

| Sóstói úti stadion, Nyíregyháza Nézőszám: 2116 Játékvezető: Bognár Tamás (magyar) Asszisztensek: Lémon Oszkár és Buzás Balázs |

| 2016. február 10. 18:00 (TV: M4 Sport) |

| Ferencvárosi TC     | 0 – 1               | Videoton FC                                       |
| ------------------- | ------------------- | ------------------------------------------------- |
| Hajnal 12' Nagy 21' | (0 – 1) Jegyzőkönyv | 42' 48' Feczesin 37' Pátkai 65' Kovács 94' Sejben |

| Groupama Aréna, Budapest Nézőszám: 3857 Játékvezető: Szabó Zsolt (magyar) Asszisztensek: Berettyán Péter és Theodoros Georgiou |

| 2016. február 10. 18:00 |

| Békéscsaba 1912 Előre                      | 2 – 1               | HR-Rent Kozármisleny FC (NB III.) |
| ------------------------------------------ | ------------------- | --------------------------------- |
| Birtalan 6' Kovács 6' Laczkó 67' Hudák 89' | (2 – 1) Jegyzőkönyv | 16' Beke 90+1' Puskás             |

| Kórház utcai stadion, Békéscsaba Játékvezető: Berke Balázs (magyar) Asszisztensek: Becséri Gergely és Kóbor Péter |

| 2016. február 10. 18:00 |

| Újpest FC                                                                         | 8 – 1                         | Termálfürdő Tiszaújváros (NB III.) |
| --------------------------------------------------------------------------------- | ----------------------------- | ---------------------------------- |
| Andrić 41' 48' Balogh 44' 57' Katona 59' Bardhi 62' Hazard 65' Mohl 73' Heris 21' | (2 – 1) Jegyzőkönyv Részletek | 21' Katona                         |

| Szusza Ferenc Stadion, Budapest Nézőszám: 600 Játékvezető: Erdős József (magyar) Asszisztensek: Erős Gábor és Viszokai László |

#### Visszavágók
| 2016. március 1., kedd 18:00 (TV: M4 Sport) |

| Debreceni VSC–Teva                      | 5 – 0                         | Nyíregyháza Spartacus FC (NB III.) |
| --------------------------------------- | ----------------------------- | ---------------------------------- |
| Takács 16' 37' 51' Tisza 71' Đelmić 85' | (2 – 0) Jegyzőkönyv Részletek |                                    |

| Nagyerdei stadion, Debrecen Nézőszám: 2235 Játékvezető: Vad II István (magyar) Asszisztensek: Bozó Zoltán és Farkas Balázs |

Továbbjutott a Debreceni VSC, 7–1-es összesítéssel.
| 2016. március 2., szerda 13:30 |

| HR-Rent Kozármisleny FC (NB III.) | 1 – 1               | Békéscsaba 1912 Előre                                         |
| --------------------------------- | ------------------- | ------------------------------------------------------------- |
| Kocsis 12' Beke 43'               | (1 – 0) Jegyzőkönyv | 53' Punoševac 11' Damjanovic 45' Laczkó 27′, 75′ Takács Péter |

| Kozármisleny SE Sporttelep, Kozármisleny Nézőszám: 2000 Játékvezető: Németh Ádám (magyar) Asszisztensek: Pápai Zoltán és Kepe Arnold |

Továbbjutott a Békéscsaba 1912 Előre, 3–2-es összesítéssel.
| 2016. március 2., szerda 13:30 |

| Termálfürdő Tiszaújváros (NB III.) | 0 – 2               | Újpest FC                                          |
| ---------------------------------- | ------------------- | -------------------------------------------------- |
| Czégel 29'                         | (0 – 0) Jegyzőkönyv | 60' 43' Cseke 80' Kabát 53' Kálnoki Kis 82' Diarra |

| FC Tiszaújváros Sporttelep, Tiszaújváros Nézőszám: 700 Játékvezető: Bogár Gergő (magyar) Asszisztensek: Vígh-Tarsonyi Gergő és Szert Balázs |

Továbbjutott az Újpest FC, 10–1-es összesítéssel.
| 2016. március 2., szerda 18:00 (TV: M4 Sport) |

| Videoton FC                                                | 1 – 2               | Ferencvárosi TC                                                |
| ---------------------------------------------------------- | ------------------- | -------------------------------------------------------------- |
| Stopira 21' Simon 10' Pátkai 83′ Suljić 84′ Oliveira 90+2' | (1 – 0) Jegyzőkönyv | 52' Böde 82' (11-esből) Lamah 16' Šesták 20' Nalepa 84′ Trinks |

| Pancho Aréna, Felcsút Nézőszám: 2800 Játékvezető: Szabó Zsolt (magyar) Asszisztensek: Berettyán Péter és Theodoros Georgiou |

Továbbjutott az Ferencvárosi TC, 2–2-es összesítéssel, idegenben szerzett több góllal.

### Elődöntők
A párosítások sorsolását 2016. március 2-án, a Videoton–Ferencváros negyeddöntő visszavágó mérkőzés után készítették el az M4 Sport televízió kamerái előtt. A sorsolás folyamán már nem volt kiemelés, így minden párban az elsőként kihúzott csapat lett az első találkozó pályaválasztója. Résztvevők: összesen 4 csapat, az előző forduló továbbjutói.
A párosítások első mérkőzéseit 2016. március 16-án, a visszavágókat április 13-án rendezik. Résztvevők (összesen 4 csapat): a negyeddöntők (ötödik forduló) mérkőzéseinek továbbjutói. A sorsoláson elsőnek kihúzott csapat az első mérkőzésen pályaválasztó, a visszavágón a másodiknak kihúzott csapat a pályaválasztó. A két mérkőzés rendes játékideje után azonos pontszám és ugyanazon mérkőzés-eredmény esetén a második mérkőzést követően 2 × 15 perces hosszabbítás következik. ,,Amennyiben a hosszabbításban mindkét sportszervezet azonos számú gólt ér el [ezt úgy értheti az MLSz, hogy 0-0 gól kivételével], a továbbjutást az idegenben szereplő csapat szerzi meg, mivel az idegenben elért gólok döntetlen eredmény esetén, duplán számítanak [amit rejtély, hogy hogy ért az MLSz]." Ha a hosszabbításban nem esik gól, akkor a továbbjutás a büntetőpontról végzett rúgásokkal dől el a Labdarúgás Játékszabályainak rendelkezései szerint.
| 1. csapat                  | Össz. | 2. csapat                     | 1. mérk. | 2. mérk. |
| -------------------------- | ----- | ----------------------------- | -------- | -------- |
| Újpest FC (NB I.)          | 3 – 1 | Békéscsaba 1912 Előre (NB I.) | 2 – 0    | 1 – 1    |
| Debreceni VSC–Teva (NB I.) | 0 – 3 | Ferencvárosi TC (NB I.)       | 0 – 0    | 0 – 3    |

#### 1. mérkőzések
| 2016. március 16., szerda 16:00 (TV: M4 Sport) |

| Újpest FC                | 2 – 0                         | Békéscsaba 1912 Előre |
| ------------------------ | ----------------------------- | --------------------- |
| Lencse 53' 87' Kabát 33' | (0 – 0) Jegyzőkönyv Részletek | 58' Calvente          |

| Szusza Ferenc Stadion, Budapest Nézőszám: 825 Játékvezető: Solymosi Péter (magyar) Asszisztensek: Horváth Róbert és Szalai Dániel |

| 2016. március 16., szerda 18:00 (TV: M4 Sport) |

| Debreceni VSC–Teva                             | 0 – 0                 | Ferencvárosi TC      |
| ---------------------------------------------- | --------------------- | -------------------- |
| Holman 26' Szakály 59' Varga 81' Jovanović 83' | Jegyzőkönyv Részletek | 27' Gera 73' Ramirez |

| Nagyerdei stadion, Debrecen Nézőszám: 4208 Játékvezető: Iványi Zoltán (magyar) Asszisztensek: Buzás Balázs és Medovarszki János |

#### Visszavágók
| 2016. április 12., kedd 18:00 (TV: M4 Sport) |

| Békéscsaba 1912 Előre                 | 1 – 1                         | Újpest FC  |
| ------------------------------------- | ----------------------------- | ---------- |
| Birtalan 35' Laczkó 57' Punoševac 84' | (1 – 0) Jegyzőkönyv Részletek | 35' Andrić |

| Kórház utcai stadion, Békéscsaba Nézőszám: 500 Játékvezető: Szabó Zsolt (magyar) Asszisztensek: Berettyán Péter és Dr. Varga Zsolt |

Továbbjutott az Újpest FC, 3–1-es összesítéssel.
| 2016. április 13., szerda 18:00 (TV: M4 Sport) |

| Ferencvárosi TC                                 | 3 – 0                         | Debreceni VSC–Teva                                          |
| ----------------------------------------------- | ----------------------------- | ----------------------------------------------------------- |
| Gera 22' (11-esből) 79' Nagy D. 90' Gyömbér 75' | (1 – 0) Jegyzőkönyv Részletek | 19′ Verpecz 58' Holman 78' Brković 83' Korhut 87' Jovanović |

| Groupama Aréna, Budapest Nézőszám: 5835 Játékvezető: Karakó Ferenc (magyar) Asszisztensek: Erős Gábor és Georgiu Theodoros |

Továbbjutott az Ferencvárosi TC, 3–0-s összesítéssel.

### Döntő
A döntőt 2016. május 7-én rendezik a Groupama Arénában. Pályaválasztó az elődöntő mérkőzések sorsolásánál hamarabb kihúzott mérkőzés továbbjutója. Amennyiben a rendes játékidőben döntetlen az eredmény, akkor 2 × 15 perces hosszabbítás következik. Ha a hosszabbításban mindkét sportszervezet azonos számú gólt ér el, vagy nem esik gól, a kupagyőzelem a büntetőpontról végzett rúgásokkal dől el a Labdarúgás Játékszabályainak rendelkezései szerint.
| 2016. május 7., szombat 20:30 (TV: M4 Sport) |

| Újpest FC                  | 0 – 1                         | Ferencvárosi TC                  |
| -------------------------- | ----------------------------- | -------------------------------- |
| Litauszki 25' Diarra 90+2' | (0 – 0) Jegyzőkönyv Részletek | 78' Gera 57' Gyömbér 90' Ramírez |

| Groupama Aréna, Budapest Játékvezető: Iványi Zoltán (magyar) Asszisztensek: Berettyán Péter és Theodoros Georgiou |

A Ferencvárosi TC MK-ban szerepelt játékosai: Dibusz Dénes, Jova Levente – Böde Dániel, Busai Attila, Vladan Čukić, Csilus Ádám, Emir Dilaver, Gera Zoltán, Gyömbér Gábor, Hajnal Tamás, Haraszti Zsolt, Haris Attila, Hodgyai László, Lakatos István, Roland Lamah, Leandro de Almeida, Nagy Ádám, Nagy Dominik, Michał Nalepa, Pintér Ádám, Popov Patrik, Radó András, Cristian Ramírez, Stanislav Šesták, Silye Erik, Florian Trinks, Varga Roland
| A 2015–2016-os Magyar Kupa győztese |
| ----------------------------------- |
| Ferencvárosi TC 22. cím             |

## Statisztika

### Góllövőlista élmezőnye
Utolsó elszámolt mérkőzés: 2016. március 2.
| Gólok száma | Játékos           | Egyesület                |
| ----------- | ----------------- | ------------------------ |
| 8 gól       | Katona Bence      | Termálfürdő Tiszaújváros |
| 7 gól       | Kabát Péter       | Újpest FC                |
| 6 gól       | Sallói Dániel     | Újpest FC                |
| 6 gól       | Enisz Bardi       | Újpest FC                |
| 5 gól       | Zamostny Balázs   | Soproni VSE              |
| 5 gól       | Laczkó Milán      | Ceglédi VSE              |
| 5 gól       | Busai Attila      | Ferencvárosi TC          |
| 5 gól       | Rezes László      | Nyíregyháza Spartacus FC |
| 4 gól       | Remili Mohamed    | Vasas SC                 |
| 4 gól       | Csordás Simon     | Ceglédi VSE              |
| 4 gól       | Király János      | Velence                  |
| 4 gól       | Wittrédi Dávid    | HR-Rent Kozármisleny FC  |
| 4 gól       | Balogh Balázs     | Újpest FC                |
| 4 gól       | Czvitkovics Péter | Vasas SC                 |
| 4 gól       | Molnár Csaba      | Aqvital FC Csákvár       |

### Mesterötösök
| Játékos      | Csapat               | Ellenfél                | Forduló    | Eredmény | Dátum               | Forrás |
| ------------ | -------------------- | ----------------------- | ---------- | -------- | ------------------- | ------ |
| Laczkó Milán | Ceglédi VSE (NB III) | Nagyatádi FC (megye I.) | 1. forduló | 8–0 (i)  | 2015. augusztus 12. |        |

### Mesternégyesek
| Játékos       | Csapat          | Ellenfél                        | Forduló    | Eredmény | Dátum                | Forrás |
| ------------- | --------------- | ------------------------------- | ---------- | -------- | -------------------- | ------ |
| Sallói Dániel | Újpest FC       | Vértessomlói KSK (megye I.)     | 1. forduló | 14–1 (i) | 2015. augusztus 12.  |        |
| Enis Bardhi   | Újpest FC       | Vértessomlói KSK (megye I.)     | 1. forduló | 14–1 (i) | 2015. augusztus 12.  |        |
| Kabát Péter   | Újpest FC       | Celldömölki VSE (megye I.)      | 2. forduló | 9–0 (i)  | 2015. szeptember 23. |        |
| Busai Attila  | Ferencvárosi TC | Rákóczi SE Nagyecsed (megye I.) | 3. forduló | 10–0 (i) | 2015. október 14.    |        |

### Mesterhármasok
| Játékos            | Csapat                               | Ellenfél                            | Forduló                   | Eredmény | Dátum                | Forrás            |
| ------------------ | ------------------------------------ | ----------------------------------- | ------------------------- | -------- | -------------------- | ----------------- |
| Andorka Péter      | Szeged 2011–Grosics Akadémia (NB II) | Monori SE (NB III)                  | 1. forduló                | 3–1 (i)  | 2015. augusztus 12.  |                   |
| Rajczi Péter       | Kisvárda Master Good (NB II)         | Ceglédi VSE (NB III)                | 1. forduló                | 12–0 (i) | 2015. augusztus 12.  |                   |
| Csordás Simon      | Ceglédi VSE (NB III)                 | Nagyatádi FC (megye I.)             | 1. forduló                | 8–0 (i)  | 2015. augusztus 12.  |                   |
| Asmir Suljić       | Újpest FC                            | Vértessomlói KSK (megye I.)         | 1. forduló                | 14–1 (i) | 2015. augusztus 12.  |                   |
| Szabolcska Tamás   | Szekszárdi UFC (NB III)              | DAC Foci24.com (megye I.)           | 1. forduló                | 5–0 (i)  | 2015. augusztus 12.  |                   |
| Katona Bence       | Termálfürdő Tiszaújváros (NB III)    | Erzsébeti Spartacus MTK LE (NB III) | 1. forduló                | 4–1 (o)  | 2015. augusztus 12.  |                   |
| Czvitkovics Péter  | Vasas SC                             | Hidasnémeti VSC (megye II.)         | 1. forduló                | 12–0 (i) | 2015. augusztus 12.  |                   |
| Remili Mohamed     | Vasas SC                             | Hidasnémeti VSC (megye II.)         | 1. forduló                | 12–0 (i) | 2015. augusztus 12.  |                   |
| Kenesei Krisztián  | Vasas SC                             | Hidasnémeti VSC (megye II.)         | 1. forduló                | 12–0 (i) | 2015. augusztus 12.  |                   |
| Molnár Csaba       | Aqvital FC Csákvár (NB II)           | Tállya KSE (NB III)                 | 1. forduló                | 3–0 (i)  | 2015. augusztus 12.  |                   |
| Beszterczei Attila | FC Ajka (NB II)                      | Rákosmente KSK (megye I.)           | 2. forduló                | 3–2 (i)  | 2015. szeptember 23. |                   |
| Miroslav Grumić    | Diósgyőri VTK                        | Balatonfüredi FC (NB III)           | 2. forduló                | 7–0 (i)  | 2015. szeptember 23. |                   |
| Kocsis Gábor       | Aqvital FC Csákvár (NB II)           | Tállya KSE (NB III)                 | 2. forduló                | 3–0 (i)  | 2015. szeptember 23. |                   |
| Király János       | Velence SE (megye I.)                | Siklós FC (megye I.)                | 2. forduló                | 4–1 (i)  | 2015. szeptember 23. |                   |
| Marek Střeštík     | MTK Budapest FC                      | Mezőhegyesi SE (megye I.)           | 3. forduló                | 6–0 (i)  | 2015. október 14.    |                   |
| Katona Bence       | Termálfürdő Tiszaújváros (NB III)    | Internationale CDF SE (BLSZ I.)     | 4. forduló (nyolcaddöntő) | 3–0 (o)  | 2015. október 28.    |                   |
| Takács Tamás       | Debreceni VSC–Teva                   | Nyíregyháza Spartacus FC (NB III.)  | 5. forduló (negyeddöntő)  | 5–0 (o)  | 2016. március 1.     | [ halott link ] ] |